# Jan Nepomucen Okęcki
Jan Nepomucen Okęcki herbu Radwan – konsyliarz konfederacji targowickiej ziemi warszawskiej, wylegitymowany w Królestwie Polskim w 1837 roku.